# Snail
Snail (кит.: 蜗牛; пиньинь: Wōniú) («Suzhou Snail Digital Technology Co. Ltd.») — частная компания, основанная в КНР. Основателем и председателем компании является Ши Хай. Штаб-квартира располагается в городском округе Сучжоу в провинции Цзянсу КНР.
Основная деятельность компании — индустрия компьютерных игр с наибольшим акцентом на многопользовательские онлайн-игры (MMO), стратегии в реальном времени (RTS) и казуальные игры. Подразделение «Snail Games» является разработчиком и издателем. Подразделение «Snail USA» несет ответственность за доставку продуктов на территории Северной и Южной Америки.

## История
«Snail» была основана Ши Хаем в октябре 2000 года и была утверждена, как «Suzhou Snail Digital Technology Co. Ltd.». Компания стала одним из первых разработчиков онлайн-игр на территории КНР. Организация имеет офисы в таких странах, как Китай (на территориях Сучжоу и Шанхая), Тайвань, Россия и США, в которых работает более 1500 сотрудников. «Snail» локализует свои игры для более чем 20 языков.
За прошедшее десятилетие «Snail Games» получили множество наград:
- «China Cultural Games Overseas Development Award» в течение 4-х лет подряд.
- «China Top 10 Game Provider'»' в течение 3-х лет подряд.
- А также, более 30 дополнительных наград от правительства, средств массовой информации и от игровых сообществ по всему миру.

### Snail Mobile
В 2014 году было основано подразделение «Snail Mobile», которое является местным мобильным оператором в КНР. Также, «Snail Mobile» предоставляют туристические SIM-карты на территориях более 40 стран.

## Obox и Snail Mobile W3D
В 2015 году, на выставке CES 2015 в Лас-Вегасе, подразделения «Snail Games» и «Snail Mobile» анонсировали игровую приставку и смартфон.
От «Snail Games» была представлена игровая приставка Obox под управлением ОС Android. Консоль имеет процессор NVIDIA Tegra K1 (с тактовой частотой 2.0 или 2.2 ГГц), 4 Гб оперативной памяти и встроенный флеш-накопитель на 4 Гб с дополнительным жестким диском объемом от 500 Гб до 4 Тб. В комплекте также предоставляется беспроводной геймпад.
«Snail Mobile» представили смартфон Snail Mobile W3D. Модель является гибридом смартфона и портативной игровой приставки, наподобие PlayStation Vita. На корпусе устройства расположены аналоговые контроллеры, в виде джойстиков и фронтальных кнопок.